# Kowacz
Kowacz (bułg. Ковач) – szczyt pasma górskiego Riła, w Bułgarii, o wysokości 2634 m n.p.m.